# UFC 15
UFC 15: Collision  Course var en mixed martial arts-gala arrangerad av Ultimate  Fighting Championship (UFC) i Bay St. Louis i Mississippi i USA  på Hollywood Casino den 17 oktober 1997.